# Płoszcza Pieramohi
Płoszcza Pieramohi (biał. Плошча Перамогі; ros. Площадь Победы, Płoszczad´ Pobiedy) – stacja mińskiego metra położona na linii Moskiewskiej.
Otwarta została w dniu 6 czerwca 1984 roku. Nazwa stacji pochodzi od pobliskiego Placu Zwycięstwa.